# Conducta disruptiva
La conducta disruptiva es un término que alude a un comportamiento de tipo antisocial  de una o varias personas «que se caracteriza por una ruptura muy marcada respecto a las pautas de conducta y valores generales o sociales aceptados, que pueden amenazar la armonía e incluso la supervivencia del grupo» a través de acciones hostiles y provocadoras que incitan a la desorganización de las actividades interpersonales y grupales.
Existen una serie de señales de alarma a tener en cuenta  a la hora de detectar si una persona padece alguna alteración conductual principalmente en niños. Dentro de ellos se destacan las conductuales, cognitivos y psicosociales. Así mismo, ciertos desórdenes sociados a la misma como ser: Trastorno desafiante. Trastorno explosivo intermitente. Trastorno de la conducta. Trastorno de personalidad antisocial. Piromanía. Cleptomanía.
Se puede contar con ciertos tratamientos de dichos trastornos como por ejemplo: programas para padres, niños/as y adolescentes así como también para docentes.